# Cobrellit
El cobrellit, cobrillit o sobrellit (ant. tapet) sol ser un cobertor o peça de roba que es posa damunt dels llençols i les flassades d'un llit amb el propòsit d'aportar abric alhora que serveix per a engalanar-lo. El seu material de costum és treballat en roba o bé amb tapisseria i el seu objecte és de cobrir un llit. Quan tan sols cobreix la part on arriben els peus rep el nom de cobrepeus o cobripeus.